# Liero
Liero je počítačová hra pro 1–2 hráče, provozovaná na systému DOS. Vytvořil ji finský programátor Joosa Riekkinen v roce 1998.
Často je popisována jako real-time verze hry Worms nebo 2-D verze hry Quake. Název znamená ve finštině žížala.
Hra je známá po celém světě i v České republice. Jedná se o hru vyvíjenou pro operační systém DOS, proto nebyl plně funkční na novějších operačních systémech. Buď hra šla spustit pouze pomocí emulátoru (mnohdy zpomalená, toto se dá odstranit například v emulátoru Dosbox příkazem CTRL + F12 – tím se zvyšuje cyklus, standardní je 3000 na liero je potřeba cca 100 000, což zvládne úplně každý počítač) nebo na systémech Windows (NT a novější) byly problémy s absencí zvuku, proto byly vytvářeny tzv. klony (= úplně nové hry hlásící se k původnímu lieru a mající podobná pravidla).

## Klony liera
Zřejmě nejhranějším klonem současnosti je LieroXtreme (zkráceně LieroX), které má podporu hraní po internetu nebo LAN. Jeho vývoj byl pozastaven, kód byl otevřen a vznikly nové větve Liera zvané LieroX Enhanced a OpenLieroX (první z nich už se také nevyvíjí). Dalšími klony původního liera jsou Gusanos a LOSP (Liero Open Source Project), které se později spojili pod názvem prvního jmenovaného. Gusanos na rozdíl od OpenLieraX nemá tak intuitivní uživatelské rozhraní, ale disponuje plně programovatelnými levely a módy hry, díky nimž je možné hrát například ve tmě, s padacími dveřmi, výtahy, teleportem a dalšími v původním lieru neobvyklými prvky. Všechny tyto novější klony jdou spustit jak na Linuxu, tak na Windows. Do OpenLieraX byla vložena možnost spouštět módy a levely určené pro Gusanos. Bohužel kvůli rozdílném návrhu není možné počítat se 100% kompatibilitou.
Samostatné rozšíření původního liera došlo v projektu OpenLiero. Nejedná se o klon v pravém slova smyslu, autor (Gliptic) téměř úplně přepsal původní verzi liera, ale zdroje ke grafickým prvkům používá soubory z originální verze. Kromě opravení pár chyb drobných vylepšení jsou nejdůležitějšími změnami, že hra běží na Linuxu i Windows se zvukem a byla přidána podpora nahrávání záznamů z hry.
Další nepříliš známe klony původního liera jsou Nil a Liero-AI, dostupné pro operační systém Linux.